# 亚伦·米利纳
亚伦·米利纳（英語：Alan Milliner），澳大利亚足球裁判。
亚伦·米利纳年轻时曾是一位足球运动员，在布里斯班当地青年足球联赛中踢了几个赛季。20岁时，米利纳决心不再踢球，专心于足球裁判事业。他获提拔很快，2009–10年澳洲職業足球聯賽第16轮布里斯班獅吼在主场布里斯本体育场以4比1击败威灵顿凤凰的比赛是他执法的第一场澳大利亞職業足球聯賽比赛。他在2014年成为国际级主裁判。
2013年中超联赛第8轮上海申鑫与山东鲁能的比赛，亚伦·米利纳受中国足协的邀请来华担任主裁判。